# Caverna de Spy
Caverna do Spy (em francês:  Grotte de Spy) está localizada na Valônia perto de Spy, no município de Jemeppe-sur-Sambre, província de Namur, Bélgica acima da margem esquerda do rio Orneau. Classificado como um dos principais locais do patrimônio da Região da Valônia, o local está entre os sítios paleolíticos mais importantes da Europa. A caverna consiste em várias pequenas câmaras e corredores.

## Restos de animais
Quase 12.000 restos faunísticos do Pleistoceno foram descobertos, incluindo mamutes, cavalos, hienas das cavernas, rinocerontes lanosos, renas e ossos de urso das cavernas.

## Humanos anatomicamente modernos
Evidências de ocupação por humanos anatomicamente modernos do Paleolítico Superior também foram encontradas em Spy. Um relatório publicado em 2013 afirma que "Com base em ossos marcados, permanece com traços ocre e uma ponta de lança Aurignaciana, parece que AMH visitou Spy pelo menos três vezes: por volta de 34.500 BP, 33.000 BP e 26.000 BP." Pingentes e contas perfuradas feitas de marfim de mamute, presumivelmente por humanos modernos, foram encontrados na caverna.